# Großer Preis der Niederlande 1971

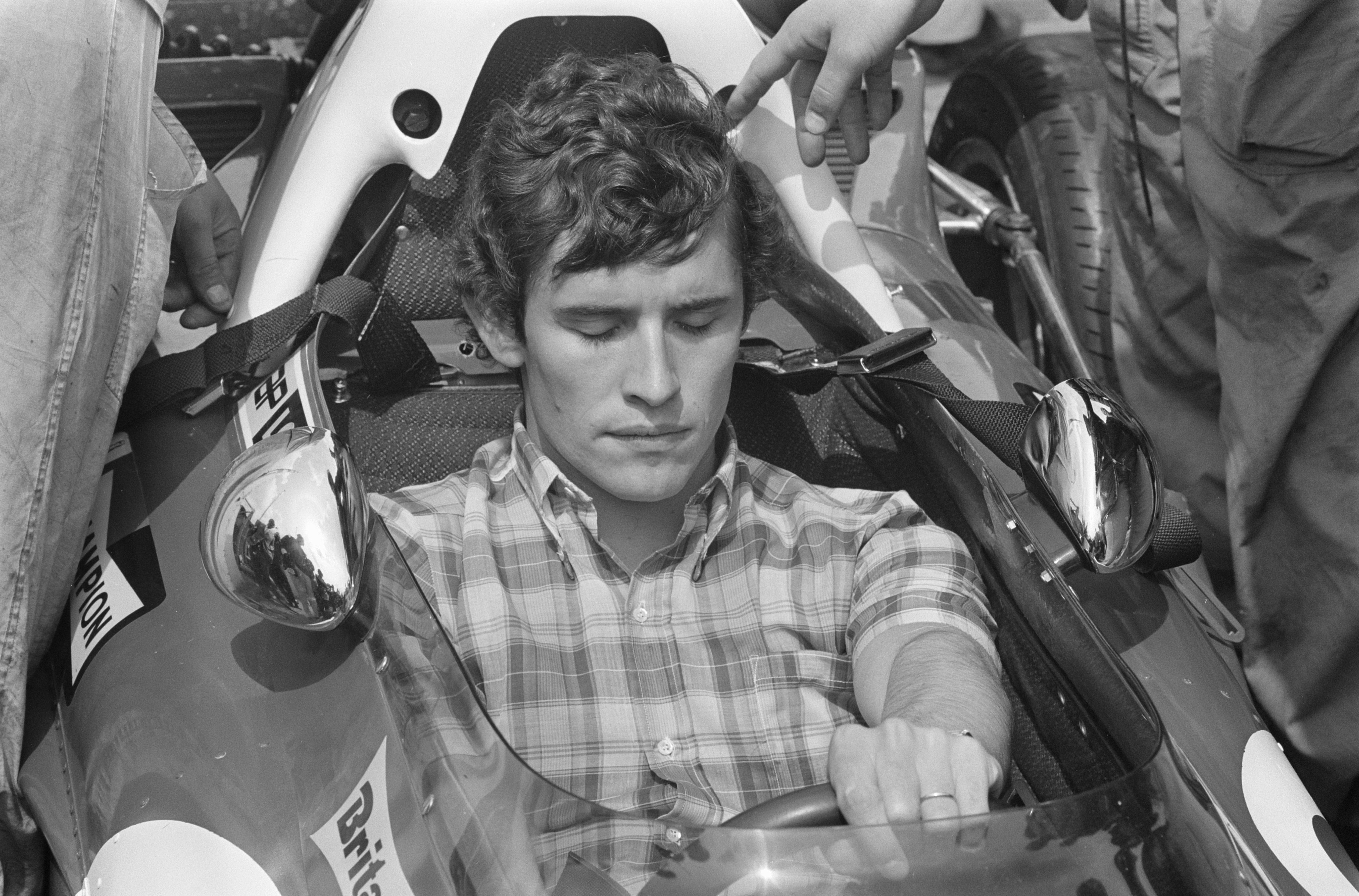
Jacky Ickx (hier während des Rennwochenendes) gewann den Großen Preis, holte sich die Pole-Position und fuhr die schnellste Runde.

Der Große Preis der Niederlande 1971 (offiziell XIX Grote Prijs van Nederland) fand am 20. Juni auf dem Circuit Park Zandvoort in Zandvoort statt und war das vierte Rennen der Automobil-Weltmeisterschaft 1971.

## Berichte

### Hintergrund
Da 1971 wegen der Ablehnung der damaligen Hochgeschwindigkeitsstrecke Circuit de Spa-Francorchamps bereits zum zweiten Mal nach 1969 kein Großer Preis von Belgien stattfand, lag eine vierwöchige Pause zwischen dem dritten WM-Lauf in Monaco und dem vierten Rennen im niederländischen Zandvoort.
Einige der Formel-1-Teams nutzten diese Unterbrechung, um am 13. Juni am nicht zur Weltmeisterschaft zählenden "Jochen Rindt Gedächtnisrennen" auf dem Hockenheimring teilzunehmen. Ferrari-Pilot Jacky Ickx siegte vor Ronnie Peterson und John Surtees. Allerdings waren einige Stammfahrer nicht anwesend, da sie bei dem am selben Wochenende stattfindenden 24-Stunden-Rennen von Le Mans zum Einsatz kamen.
Zum niederländischen Grand Prix reisten die Teams bis auf wenige Ausnahmen mit der aus den bisherigen WM-Läufen bekannten Besetzung an. Lotus-Werksfahrer Emerson Fittipaldi musste sich von den Folgen eines privaten Autounfalls erholen und sollte durch Dave Charlton vertreten werden. Zudem wurde ein dritter Werkswagen für den Formel-1-Neuling Dave Walker gemeldet. Als Surtees-Gaststarter kam außerdem Gijs van Lennep bei seinem Heimrennen zu seinem Formel-1-Debüt.

### Training
Für Walker war sowohl ein Lotus 72D als auch ein Lotus 56B mit Gasturbinenantrieb gemeldet. Im 72D sollte er sich während der Trainingseinheiten mit Charlton abwechseln. Da er jedoch damit verunfallte und ihn beschädigte, konnte Charlton keine gezeitete Runde fahren und Walker musste auf den 56B umsteigen, der somit zu seinem ersten Grand-Prix-Einsatz kam.
Wie schon bei den bisherigen Rennen der Saison erreichte Jackie Stewart einen der vorderen Startplätze zwischen mehreren mit Zwölfzylindermotoren ausgestatteten Konkurrenten. Nach Pole-Setter Ickx und Pedro Rodríguez fuhr er die drittschnellste Rundenzeit. Die zweite Startreihe wurde von Clay Regazzoni und Chris Amon gebildet.

### Rennen

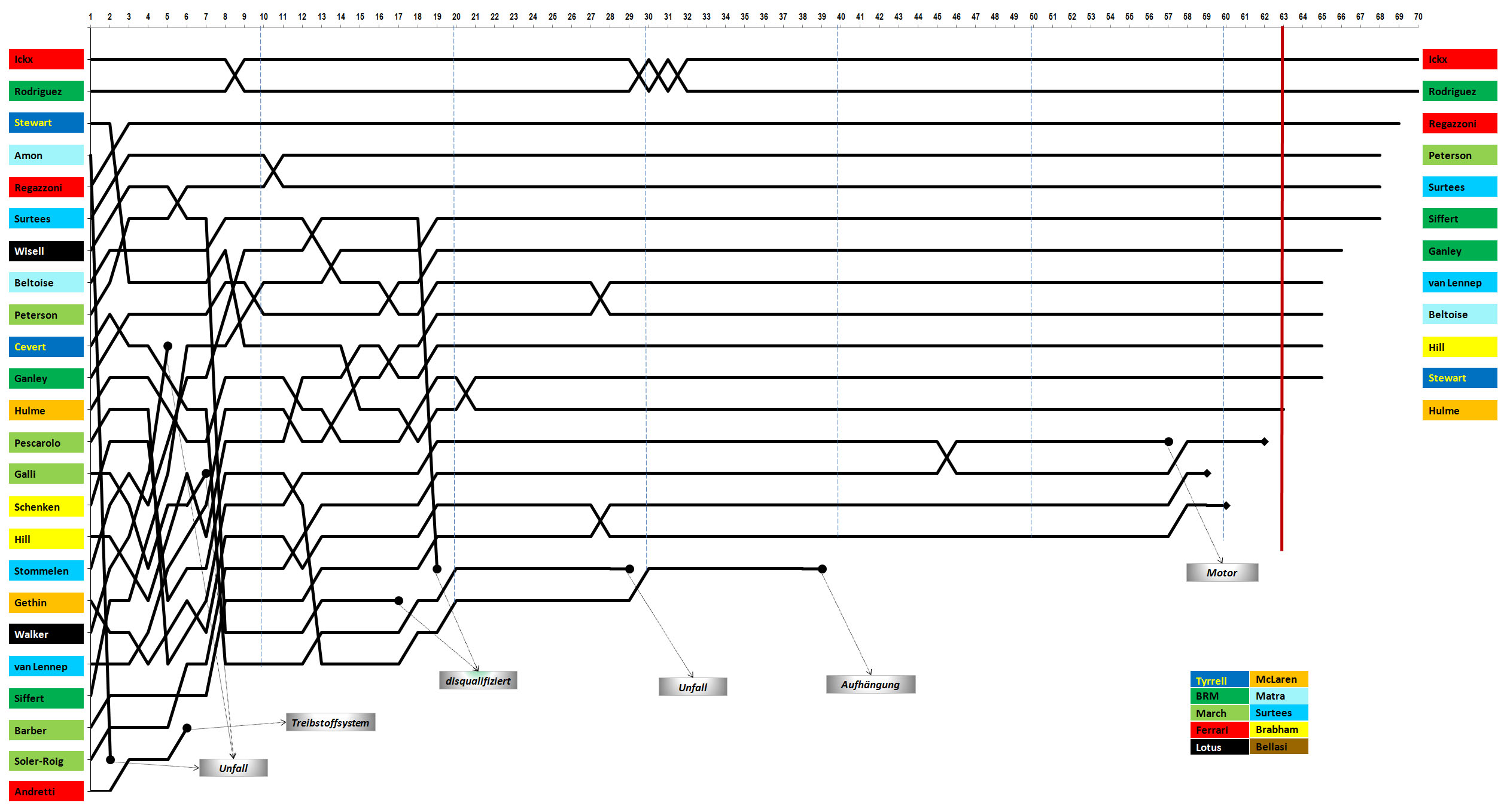
Rennverlauf

Am Renntag regnete es und Ickx ging sofort in Führung, gefolgt von Rodríguez, Amon und Stewart. Joseph Siffert, Amon und Stewart drehten sich an verschiedenen Stellen innerhalb der ersten Umläufe auf der regennassen Fahrbahn. Amon schied dabei aus, die anderen beiden verloren den Anschluss an die Spitzengruppe. Regazzoni und Surtees nahmen dort zunächst die Plätze drei und vier ein. Der fünftplatzierte Reine Wisell wurde kurze Zeit später disqualifiziert, nachdem er wegen eines gelockerten Hinterrades rückwärts in die Boxengasse gefahren war. Ebenfalls disqualifiziert wurde Rolf Stommelen wegen eines Frühstarts.
Während viele Piloten mit den Wetterbedingungen nur schwer zurechtkamen, lieferten sich Ickx und Rodríguez an der Spitze ein bemerkenswertes Duell, bei dem die Führung mehrmals wechselte. Erst gegen Ende konnte sich Ickx leicht von seinem Kontrahenten absetzen und gewann schließlich mit knapp acht Sekunden Vorsprung. Regazzoni wurde mit bereits mehr als einer Runde Rückstand auf die beiden Dritter.
Dies war das erste Mal seit dem Großen Preis von Kanada 1967, dass ein Ford-angetriebenes Auto nicht auf einem Podiumsplatz landete. Damit endete die Rekord-Serie von 42 Rennen, in der immer mindestens ein Auto mit Ford-Antrieb unter den ersten drei landete.
Um mit dem Konkurrenten Firestone im Hinblick auf die Weiterentwicklung der im Grand-Prix-Sport neuen Slickreifen mithalten zu können, hatte Goodyear in die Entwicklung eines speziell für den Kurs von Zandvoort geeigneten Slick-Modells investiert. Da das Rennen allerdings bei Regen stattfand, kam der Reifen nicht zum Einsatz. Stattdessen triumphierten ausschließlich Firestone-Piloten, da deren Regenreifen denen von Goodyear deutlich überlegen waren. Der beste Goodyear-Fahrer Jean-Pierre Beltoise erreichte mit fünf Runden Rückstand auf den Sieger Rang neun.

## Meldeliste
| Team                          | Nr. | Fahrer               | Chassis       | Motor                     | Reifen |
| ----------------------------- | --- | -------------------- | ------------- | ------------------------- | ------ |
| Scuderia Ferrari SpA SEFAC    | 02  | Jacky Ickx           | Ferrari 312B2 | Ferrari 001/1 3.0 F12     | F      |
| Scuderia Ferrari SpA SEFAC    | 03  | Clay Regazzoni       | Ferrari 312B2 | Ferrari 001/1 3.0 F12     | F      |
| Scuderia Ferrari SpA SEFAC    | 03T | Clay Regazzoni       | Ferrari 312B  | Ferrari 001 3.0 F12       | F      |
| Scuderia Ferrari SpA SEFAC    | 04  | Mario Andretti       | Ferrari 312B  | Ferrari 001 3.0 F12       | F      |
| Elf Team Tyrrell              | 05  | Jackie Stewart       | Tyrrell 003   | Ford Cosworth DFV 3.0 V8  | G      |
| Elf Team Tyrrell              | 05T | Jackie Stewart       | Tyrrell 001   | Ford Cosworth DFV 3.0 V8  | G      |
| Elf Team Tyrrell              | 06  | François Cevert      | Tyrrell 002   | Ford Cosworth DFV 3.0 V8  | G      |
| Yardley Team B.R.M.           | 08  | Pedro Rodríguez      | BRM P160      | BRM P142 3.0 V12          | F      |
| Yardley Team B.R.M.           | 09  | Joseph Siffert       | BRM P160      | BRM P142 3.0 V12          | F      |
| Yardley Team B.R.M.           | 10  | Howden Ganley        | BRM P153      | BRM P142 3.0 V12          | F      |
| Gold Leaf Team Lotus          | 12  | Dave Charlton        | Lotus 72D     | Ford Cosworth DFV 3.0 V8  | F      |
| Gold Leaf Team Lotus          | 12  | Dave Walker          | Lotus 72D     | Ford Cosworth DFV 3.0 V8  | F      |
| Gold Leaf Team Lotus          | 14  | Reine Wisell         | Lotus 72D     | Ford Cosworth DFV 3.0 V8  | F      |
| Gold Leaf Team Lotus          | 15  | Dave Walker          | Lotus 56B     | Pratt & Whitney STN76 tbn | F      |
| STP March Racing Team         | 16  | Ronnie Peterson      | March 711     | Ford Cosworth DFV 3.0 V8  | F      |
| STP March Racing Team         | 16T | Ronnie Peterson      | March 711     | Alfa Romeo T33 3.0 V8     | F      |
| STP March Racing Team         | 18  | Nanni Galli          | March 711     | Alfa Romeo T33 3.0 V8     | F      |
| STP March Racing Team         | 19  | Àlex Soler-Roig      | March 711     | Ford Cosworth DFV 3.0 V8  | F      |
| Equipe Matra Sports           | 20  | Chris Amon           | Matra MS120B  | Matra MS71 3.0 V12        | G      |
| Equipe Matra Sports           | 21  | Jean-Pierre Beltoise | Matra MS120B  | Matra MS71 3.0 V12        | G      |
| Gene Mason Racing             | 22  | Skip Barber          | March 711     | Ford Cosworth DFV 3.0 V8  | F      |
| Rob Walker/Team Surtees       | 23  | John Surtees         | Surtees TS9   | Ford Cosworth DFV 3.0 V8  | F      |
| Motor Racing Developments     | 24  | Graham Hill          | Brabham BT34  | Ford Cosworth DFV 3.0 V8  | G      |
| Motor Racing Developments     | 25  | Tim Schenken         | Brabham BT33  | Ford Cosworth DFV 3.0 V8  | G      |
| Bruce McLaren Motor Racing    | 26  | Denis Hulme          | McLaren M19A  | Ford Cosworth DFV 3.0 V8  | G      |
| Bruce McLaren Motor Racing    | 28  | Peter Gethin         | McLaren M19A  | Ford Cosworth DFV 3.0 V8  | G      |
| Auto Motor und Sport          | 29  | Rolf Stommelen       | Surtees TS9   | Ford Cosworth DFV 3.0 V8  | F      |
| Stichting Autoraces Nederland | 30  | Gijs van Lennep      | Surtees TS7   | Ford Cosworth DFV 3.0 V8  | F      |
| Frank Williams Racing Cars    | 31  | Henri Pescarolo      | March 711     | Ford Cosworth DFV 3.0 V8  | G      |

Anmerkungen
1. 1 2 3  Die mit einem "T" hinter der Startnummer versehenen Wagen standen ihren jeweiligen Fahrern als T-Car zur Verfügung, kamen jedoch nicht zum Einsatz.
2. 1 2  Walker war auf zwei Fahrzeugen gemeldet: Auf dem Lotus 56B mit der Startnummer 15 und (gemeinsam mit Charlton) auf dem 72D mit der Nummer 12. Da er den 72D im Training beschädigte, stieg er fortan auf den 56B um, während Charlton auf die Teilnahme am gesamten Rennwochenende verzichten musste.

## Klassifikationen

### Startaufstellung
| Pos. | Fahrer               | Konstrukteur          | Zeit       | Ø-Geschwindigkeit | Start |
| ---- | -------------------- | --------------------- | ---------- | ----------------- | ----- |
| 01   | Jacky Ickx           | Ferrari               | 1:17,42    | 194,973 km/h      | 01    |
| 02   | Pedro Rodríguez      | B.R.M.                | 1:17,46    | 194,872 km/h      | 02    |
| 03   | Jackie Stewart       | Tyrrell-Ford          | 1:17,64    | 194,420 km/h      | 03    |
| 04   | Clay Regazzoni       | Ferrari               | 1:17,98    | 193,573 km/h      | 04    |
| 05   | Chris Amon           | Matra                 | 1:18,46    | 192,388 km/h      | 05    |
| 06   | Reine Wisell         | Lotus-Ford            | 1:18,70    | 191,802 km/h      | 06    |
| 07   | John Surtees         | Surtees-Ford          | 1:18,71    | 191,777 km/h      | 07    |
| 08   | Joseph Siffert       | B.R.M.                | 1:18,91    | 191,291 km/h      | 08    |
| 09   | Howden Ganley        | B.R.M.                | 1:19,00    | 191,073 km/h      | 09    |
| 10   | Rolf Stommelen       | Surtees-Ford          | 1:19,11    | 190,808 km/h      | 10    |
| 11   | Jean-Pierre Beltoise | Matra                 | 1:19,16    | 190,687 km/h      | 11    |
| 12   | François Cevert      | Tyrrell-Ford          | 1:19,54    | 189,776 km/h      | 12    |
| 13   | Ronnie Peterson      | March-Ford            | 1:19,73    | 189,324 km/h      | 13    |
| 14   | Denis Hulme          | McLaren-Ford          | 1:19,74    | 189,300 km/h      | 14    |
| 15   | Henri Pescarolo      | March-Ford            | 1:20,01    | 188,661 km/h      | 15    |
| 16   | Graham Hill          | Brabham-Ford          | 1:20,07    | 188,520 km/h      | 16    |
| 17   | Àlex Soler-Roig      | March-Ford            | 1:20,26    | 188,074 km/h      | 17    |
| 18   | Mario Andretti       | Ferrari               | 1:20,32    | 187,933 km/h      | 18    |
| 19   | Tim Schenken         | Brabham-Ford          | 1:20,35    | 187,863 km/h      | 19    |
| 20   | Nanni Galli          | March-Alfa Romeo      | 1:20,61    | 187,257 km/h      | 20    |
| 21   | Gijs van Lennep      | Surtees-Ford          | 1:20,79    | 186,840 km/h      | 21    |
| 22   | Dave Walker          | Lotus-Pratt & Whitney | 1:21,83    | 184,465 km/h      | 22    |
| 23   | Peter Gethin         | McLaren-Ford          | 1:22,07    | 183,926 km/h      | 23    |
| 24   | Skip Barber          | March-Ford            | 1:22,19    | 183,657 km/h      | 24    |
| –    | Dave Charlton        | Lotus-Ford            | keine Zeit | –                 | –     |

### Rennen
| Pos. | Fahrer               | Konstrukteur          | Runden | Stopps | Zeit       | Start | Schnellste Runde |
| ---- | -------------------- | --------------------- | ------ | ------ | ---------- | ----- | ---------------- |
| 01   | Jacky Ickx           | Ferrari               | 70     | 0      | 1:56:20,0  | 01    | 1:34,95 (49.)    |
| 02   | Pedro Rodríguez      | B.R.M.                | 70     | 0      | + 7,99     | 02    | 1:35,90          |
| 03   | Clay Regazzoni       | Ferrari               | 69     | 0      | + 1 Runde  | 04    | 1:36,83          |
| 04   | Ronnie Peterson      | March-Ford            | 68     | 0      | + 2 Runden | 13    | 1:37,53          |
| 05   | John Surtees         | Surtees-Ford          | 68     | 0      | + 2 Runden | 07    | 1:37,59          |
| 06   | Joseph Siffert       | B.R.M.                | 68     | 0      | + 2 Runden | 08    | 1:37,90          |
| 07   | Howden Ganley        | B.R.M.                | 66     | 0      | + 4 Runden | 09    | 1:41,38          |
| 08   | Gijs van Lennep      | Surtees-Ford          | 65     | 0      | + 5 Runden | 21    | 1:41,98          |
| 09   | Jean-Pierre Beltoise | Matra                 | 65     | 0      | + 5 Runden | 11    | 1:44,72          |
| 10   | Graham Hill          | Brabham-Ford          | 65     | 0      | + 5 Runden | 16    | 1:44,60          |
| 11   | Jackie Stewart       | Tyrrell-Ford          | 65     | 0      | + 5 Runden | 03    | 1:44,99          |
| 12   | Denis Hulme          | McLaren-Ford          | 63     | 0      | + 7 Runden | 14    | 1:46,73          |
| –    | Henri Pescarolo      | March-Ford            | 62     | 0      | NC         | 15    | 1:48,45          |
| –    | Skip Barber          | March-Ford            | 60     | 0      | NC         | 24    | 1:52,32          |
| –    | Peter Gethin         | McLaren-Ford          | 60     | 0      | NC         | 23    | 1:50,84          |
| –    | Àlex Soler-Roig      | March-Ford            | 57     | 0      | DNF        | 17    | 1:44,81          |
| –    | Tim Schenken         | Brabham-Ford          | 39     | 0      | DNF        | 19    | 1:47,88          |
| –    | François Cevert      | Tyrrell-Ford          | 29     | 0      | DNF        | 12    | 1:48,65          |
| –    | Nanni Galli          | March-Alfa Romeo      | 7      | 0      | DNF        | 20    | 1:49,66          |
| –    | Mario Andretti       | Ferrari               | 5      | 0      | DNF        | 18    | 1:51,12          |
| –    | Dave Walker          | Lotus-Pratt & Whitney | 5      | 0      | DNF        | 22    | 1:46,00          |
| –    | Chris Amon           | Matra                 | 2      | 0      | DNF        | 05    | 1:55,12          |
| DSQ  | Rolf Stommelen       | Surtees-Ford          | 19     | 0      | –          | 10    | 1:41,42          |
| DSQ  | Reine Wisell         | Lotus-Ford            | 17     | 0      | –          | 06    | 1:43,42          |
| DNS  | Dave Charlton        | Lotus-Ford            | –      | –      | –          | –     | –                |

## WM-Stände nach dem Rennen
Die ersten sechs des Rennens bekamen 9, 6, 4, 3, 2, 1 Punkt(e). Die besten fünf Ergebnisse der ersten sechs Rennen und die besten vier der letzten fünf Rennen zählten zur Meisterschaft. In der Konstrukteurswertung zählten dabei nur die Punkte des bestplatzierten Fahrers eines Teams.

### Fahrerwertung
| Pos. | Fahrer               | Konstrukteur | Punkte |
| ---- | -------------------- | ------------ | ------ |
| 01   | Jackie Stewart       | Tyrrell-Ford | 24     |
| 02   | Jacky Ickx           | Ferrari      | 19     |
| 03   | Mario Andretti       | Ferrari      | 9      |
| 04   | Pedro Rodríguez      | B.R.M.       | 9      |
| 05   | Ronnie Peterson      | March-Ford   | 9      |
| 06   | Clay Regazzoni       | Ferrari      | 8      |
| 07   | Chris Amon           | Matra        | 6      |
| 08   | Denis Hulme          | McLaren-Ford | 6      |
| 09   | Reine Wisell         | Lotus-Ford   | 3      |
| 10   | Emerson Fittipaldi   | Lotus-Ford   | 2      |
| 11   | John Surtees         | Surtees-Ford | 2      |
| 12   | Jean-Pierre Beltoise | Matra        | 1      |
| 13   | Rolf Stommelen       | Surtees-Ford | 1      |
| 14   | Joseph Siffert       | B.R.M.       | 1      |
| 15   | Howden Ganley        | B.R.M.       | 0      |
| 16   | Brian Redman         | Surtees-Ford | 0      |

| Pos. | Fahrer            | Konstrukteur          | Punkte |
| ---- | ----------------- | --------------------- | ------ |
| 17   | Gijs van Lennep   | Surtees-Ford          | 0      |
| 18   | François Cevert   | Tyrrell-Ford          | 0      |
| 19   | Graham Hill       | Brabham-Ford          | 0      |
| 20   | Peter Gethin      | McLaren-Ford          | 0      |
| 21   | Tim Schenken      | Brabham-Ford          | 0      |
| 22   | Henri Pescarolo   | March-Ford            | 0      |
| 23   | Andrea de Adamich | March-Alfa Romeo      | 0      |
| –    | Dave Charlton     | Brabham-Ford          | 0      |
| –    | John Love         | March-Ford            | 0      |
| –    | Jackie Pretorius  | Brabham-Ford          | 0      |
| –    | Joakim Bonnier    | McLaren-Ford          | 0      |
| –    | Àlex Soler-Roig   | March-Ford            | 0      |
| –    | Skip Barber       | March-Ford            | 0      |
| –    | Nanni Galli       | March-Alfa Romeo      | 0      |
| –    | Dave Walker       | Lotus-Pratt & Whitney | 0      |

### Konstrukteurswertung
| Pos. | Konstrukteur | Punkte |
| ---- | ------------ | ------ |
| 01   | Ferrari      | 28     |
| 02   | Tyrrell-Ford | 24     |
| 03   | B.R.M.       | 9      |
| 04   | March-Ford   | 9      |
| 05   | Matra        | 6      |

| Pos. | Konstrukteur     | Punkte |
| ---- | ---------------- | ------ |
| 06   | McLaren-Ford     | 6      |
| 07   | Lotus-Ford       | 5      |
| 08   | Surtees-Ford     | 3      |
| 09   | Brabham-Ford     | 0      |
| 10   | March-Alfa Romeo | 0      |